# Villefranche-sur-Saône
Villefranche-sur-Saône (arpitanisch Velafranche) ist eine französische Gemeinde mit 36.224 Einwohnern (Stand 1. Januar 2022) im Département Rhône in der Region Auvergne-Rhône-Alpes. Sie ist Verwaltungssitz des Arrondissements  Villefranche-sur-Saône und des Kantons Villefranche-sur-Saône. Die Einwohner der Stadt werden Caladois(es) genannt.

## Geographie
Villefranche ist die größte Agglomeration im Beaujolais, wird deswegen auch manchmal Villefranche-en-Beaujolais genannt. Die Stadt liegt 25 km nördlich von Lyon an der Saône und ist Touristen vor allem als südliche Mautstation (Péage) der Autoroute A6 bekannt. Der Bahnhof Villefranche-sur-Saône liegt an der Bahnstrecke Paris–Marseille.
Das Gemeindegebiet wird von den Flüsschen Morgon und Nizerand durchquert, die beide der Saône zustreben.
Nachbargemeinden sind Gleizé, Limas, Arnas, Beauregard und Jassans-Riottier.

## Geschichte
Guichard IV., Herr von Beaujeu, gründete Villefranche-sur-Saône 1212 an der Stelle des Dorfes La Calade. Im 14. Jahrhundert wurde die Siedlung die Hauptstadt des Beaujolais. Als Bestrafung für eine an der Tochter des Bürgermeisters verübte Gewalttat musste Édouard II. de Beaujeu das Beaujolais an den Herzog von Bourbon abtreten. Im Verlauf des 15. und 16. Jahrhunderts wurde Villefranche-sur-Saône dreimal belagert. Anfang des 19. Jahrhunderts wurden schließlich die Stadtmauern niedergerissen.

## Bevölkerungsentwicklung
| Jahr                       | 1844  | 1962   | 1968   | 1975   | 1982   | 1990   | 1999   | 2007   | 2017   | 2020   |
| -------------------------- | ----- | ------ | ------ | ------ | ------ | ------ | ------ | ------ | ------ | ------ |
| Einwohner                  | 6.460 | 24.516 | 26.338 | 30.341 | 28.881 | 29.542 | 30.647 | 33.840 | 36.857 | 36.009 |
| Quellen: Cassini und INSEE |       |        |        |        |        |        |        |        |        |        |

## Wirtschaft
Bayer CropScience unterhält hier einen Produktionsstandort.

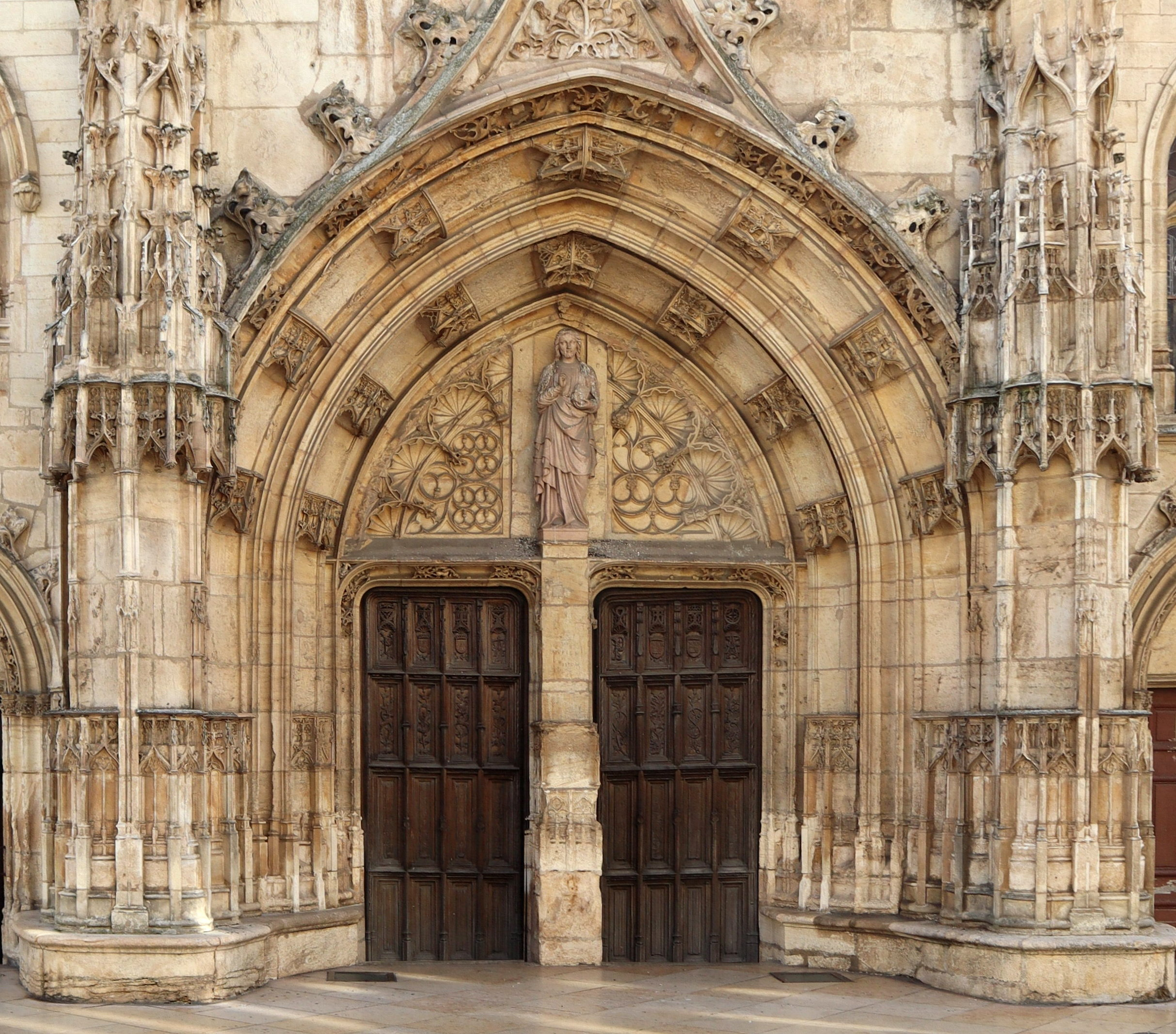
Portal der Kirche Notre-Dame des Marais

## Sehenswürdigkeiten
- Die Place des Marais
- Die Kirche  Notre-Dame des Marais, 13. (romanischer Glockenturm) und 16. (Fassade) Jahrhundert.
- Das Musée Paul Dini

## Städtepartnerschaften
- Bühl, Deutschland
- Călăraşi, Moldau
- Cantù, Italien
- Kandi, Benin
- Schkeuditz, Deutschland

## Persönlichkeiten
- Théodore Chabert, Revolutionsgeneral
- Claudius Crozet (1789–1864), Bauingenieur
- Benoît-Marie Langénieux (1824–1905), Erzbischof von Reims und Kardinal
- Pierre Montet (1885–1966), Ägyptologe
- Maurice Baquet (1911–2005), Schauspieler, Sportler und Musiker
- Roger Fessaguet (1931–2014), Koch
- Raymond Depardon (* 1942), Regisseur, Journalist, Fotograf
- Georges Belaubre (* 1944), Triathlet
- Christian Lavieille (* 1965), Motorradrennfahrer und Rallyefahrer
- Gaël Morel (* 1972), Schauspieler und Regisseur
- Benjamin Biolay (* 1973), Sänger und Schauspieler
- Coralie Clément (* 1978), Sängerin
- Cyril Bessy (* 1986), Straßenradrennfahrer
- Grégory Bettiol (* 1986), Fußballspieler
- Jérémie Pignard (* 1987), Fußballschiedsrichter
- Alexandre Péclier, Rugbyspieler